# Leichtathletik-Weltmeisterschaften 2009/Teilnehmer (Bulgarien)
| Gelbes Symbol für Goldmedaillen mit stilisierten Olympischen Ringen | Graues Symbol für Silbermedaillen mit stilisierten Olympischen Ringen | Braundes Symbol für Bronzemedaillen mit stilisierten Olympischen Ringen |
| ------------------------------------------------------------------- | --------------------------------------------------------------------- | ----------------------------------------------------------------------- |
| —                                                                   | —                                                                     | —                                                                       |

Der bulgarische Leichtathletik-Verband stellte elf Athleten bei den Leichtathletik-Weltmeisterschaften 2009 in Berlin.

## Ergebnisse

### Männer

#### Laufdisziplinen
| Athlet         | Disziplin | Vorlauf | Vorlauf | Viertelfinale      | Viertelfinale      | Halbfinale         | Halbfinale         | Finale             | Finale             |
| Athlet         | Disziplin | Zeit    | Platz   | Zeit               | Platz              | Zeit               | Platz              | Zeit               | Platz              |
| -------------- | --------- | ------- | ------- | ------------------ | ------------------ | ------------------ | ------------------ | ------------------ | ------------------ |
| Desislaw Gunew | 100 m     | 11,07 s | 72      | nicht qualifiziert | nicht qualifiziert | nicht qualifiziert | nicht qualifiziert | nicht qualifiziert | nicht qualifiziert |
| Desislaw Gunew | 200 m     | DNF     | DNF     | –                  | –                  | –                  | –                  | –                  | –                  |

#### Sprung/Wurf
| Athlet              | Disziplin      | Qualifikation | Qualifikation | Finale             | Finale             |
| Athlet              | Disziplin      | Weite/Höhe    | Platz         | Weite/Höhe         | Platz              |
| ------------------- | -------------- | ------------- | ------------- | ------------------ | ------------------ |
| Spas Buchalow       | Stabhochsprung | 5,40 m        | 22            | nicht qualifiziert | nicht qualifiziert |
| Nikolaj Atanassow   | Weitsprung     | 7,63 m        | 37            | nicht qualifiziert | nicht qualifiziert |
| Momtschil Karailiew | Dreisprung     | 17,07 m       | 7             | 16,82 m            | 9                  |
| Georgi Iwanow       | Kugelstoßen    | 18,11 m       | 33            | nicht qualifiziert | nicht qualifiziert |

### Frauen

#### Laufdisziplinen
| Iwet Lalowa        | 100 m        | 11,48 s SB | 22  | 11,54 s | 27 | nicht qualifiziert | nicht qualifiziert | nicht qualifiziert | nicht qualifiziert |                    |                    |
| Iwet Lalowa        | 200 m        | 23,60 s SB | 31  |         |    | nicht qualifiziert | nicht qualifiziert | nicht qualifiziert | nicht qualifiziert |                    |                    |
| Zwetelina Kirilowa | 400 m Hürden | DSQ        | DSQ |         |    | –                  | –                  | –                  | –                  |                    |                    |
| Wanja Stambolowa   | 400 m Hürden | 56,01 s    | 15  |         |    | 56,12 s            | 15                 | nicht qualifiziert | nicht qualifiziert | nicht qualifiziert | nicht qualifiziert |

#### Sprung/Wurf
| Athletin                | Disziplin  | Qualifikation | Qualifikation | Finale             | Finale             |
| Athletin                | Disziplin  | Weite/Höhe    | Platz         | Weite/Höhe         | Platz              |
| ----------------------- | ---------- | ------------- | ------------- | ------------------ | ------------------ |
| Wenelina Wenewa-Mateewa | Hochsprung | 1,92 m        | 15            | nicht qualifiziert | nicht qualifiziert |
| Petja Dachewa           | Dreisprung | 14,11 m       | 14            | nicht qualifiziert | nicht qualifiziert |
| Wenera Getowa           | Diskuswurf | 53,33 m       | 36            | nicht qualifiziert | nicht qualifiziert |